# José Mattoso
Pour les articles homonymes, voir Mattoso.
José João da Conceição Gonçalves Mattoso, né le 22 janvier 1933 à Leiria et mort le 8 juillet 2023 à Torres Vedras, est un historien médiéviste et un professeur d'université portugais.

## Biographie
Après des études d'histoire à l'Université catholique de Louvain, José Mattoso entre en religion et devient moine bénédictin sous le nom de Frère José de Santa Escolástica Mattoso. Il demeure vingt ans à l'abbaye de Singeverga, dans le nord du Portugal, puis reprend ses études à Louvain et défend une thèse de doctorat en histoire sur «Le monachisme ibérique et Cluny». En 1970, il retourne à la vie laïque et commence une carrière universitaire. 
D'abord chercheur au Centre d'études historiques et assistant de l'université de Lisbonne, il devient professeur à la Faculté des sciences sociales et humaines de la Nouvelle université de Lisbonne, créée en 1973. Il est président de l'Institut portugais des archives (1988-1990), directeur de l'Institut des archives nationales (1996-1998), professeur au Grand séminaire de Dili (Timor oriental).
José Mattoso est spécialiste du Moyen Âge portugais. En 1987, il est le premier lauréat du prix Pessoa.

## Distinctions
- Grand officier de l'ordre de Sant'Iago de l'Épée

## Publications
- Le monarchisme ibérique et Cluny. Les monastères du diocèse de Porto de l'an mille à 1200, 1968
- As famílias condais portucalenses dos séculos X e XI, 1970
- Beneditina Lusitana, 1974
- Livro de linhagens do Conde D. Pedro, 1980
- Livros velhos de linhagens, Joseph Piel et José Mattoso, 1980
- A nobreza medieval portuguesa. A família e o poder, 1981 ; 1994
- Ricos-Homens, infanções e cavaleiros. A nobreza medieval portuguesa nos sécs. XI e XII, 1982 ; 1998
- Religião e cultura na Idade Média portuguesa, 1982 ; 1997
- Narrativas dos Livros de Linhagens, selecção, introdução e comentários, 1983
- Portugal medieval. Novas interpretações, 1985 ; 1992
- O essencial sobre a formação da nacionalidade, 1985 ; 1986
- Identificação de um país. Ensaio sobre as origens de Portugal, 1096-1325, 1985 ; 1995
- O essencial sobre a cultura medieval portuguesa, 1985 ; 1993
- A escrita da história, 1986
- Fragmentos de uma composição medieval, 1987 ; 1990
- O essencial sobre os provérbios medievais portugueses, 1987
- A escrita da História. Teoria e métodos, 1988 ; 1997
- O castelo e a feira. A Terra de Santa Maria nos séculos XI a XIII, avec Amélia Andrade, Luís Krus, 1989
- Almada no tempo de D. Sancho I (Comunicação), 1991
- Os primeiros reis (História de Portugal - Vol. I), avec Ana Maria Magalhães, Isabel Alçada, 1993 ; 2001
- A Terra de Santa Maria no século XIII. Problemas e documentos, avec Amélia Andrade, Luís Krus, 1993
- No Reino de Portugal (História de Portugal - Vol. II), avec Ana Maria Magalhães, Isabel Alçada, 1994 ; 2003 Coja, 1995
- Tempos de revolução (História de Portugal - Vol. III), avec Ana Maria Magalhães, Isabel Alçada, 1995
- O reino dos mortos na Idade Média peninsular, 1996
- A Identidade Nacional, 1998 ; 2003
- A função social da História no mundo de hoje, 1999
- A dignidade. Konis Santana e a resistência timorense, 2005
- Portugal O Sabor da Terra, um retrato histórico e geográfico por regiões, avec Suzanne Daveau et Duarte Belo. 1998; 2010